# بطولة تونس لكرة السلة للرجال 1978–79
بطولة تونس لكرة السلة للرجال 1978–79 هو الموسم رقم 24 من بطولة تونس لكرة السلة للرجال.

فاز بهذا الموسم الترجي الرياضي التونسي.

## روابط خارجية
- الموقع الرسمي للجامعة التونسية لكرة السلة.